# TriQuint Semiconductor

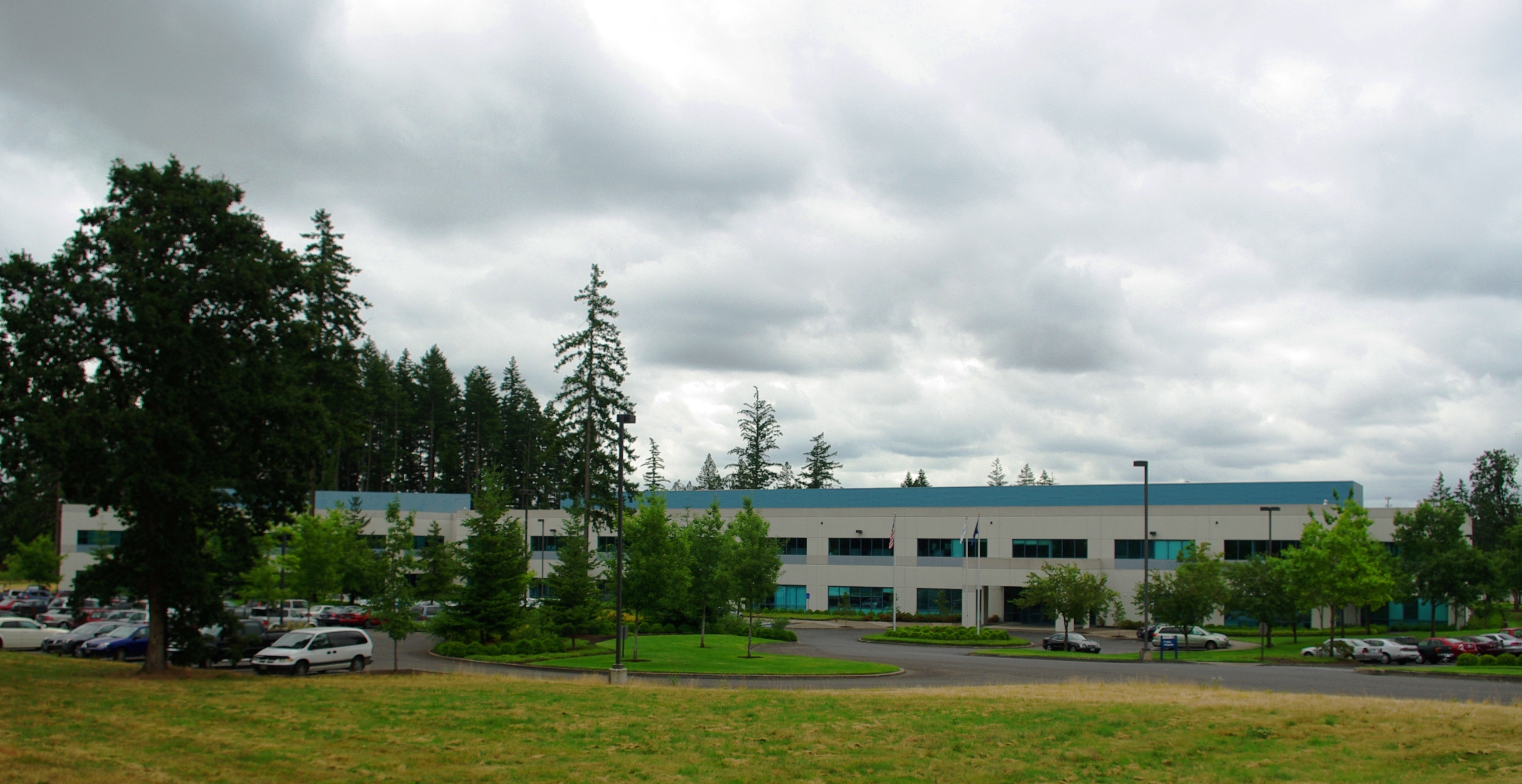
Hauptquartier von TriQuint Semiconductor in Hillsboro

TriQuint Semiconductor war ein börsennotiertes Unternehmen, das sich auf das Design und die Herstellung von Hochfrequenz-Modulen und Komponenten auf Basis von Verbindungshalbleitern spezialisiert hat. Darüber hinaus werden einige der Fertigungsprozesse für die Auftragsfertigung (siehe auch Foundry) angeboten. Zum 2. Januar 2015 fusionierte TriQuint mit RF Micro Devices zu Qorvo.

## Geschichte
Das Unternehmen wurde 1985 in Beaverton (Oregon) gegründet. 1997 zog das Unternehmen in das benachbarte Hillsboro im US-Bundesstaat Oregon um. 
Im September 2014 wurde die Fusion von TriQuint Semiconductor mit RF Micro Devices angekündigt. Die Fusion wurde zum 2. Januar 2015 abgeschlossen. Das neue Unternehmen firmiert als Qorvo.
Das Unternehmen hatte Standorte u. a. in:
- San José (Kalifornien), USA
- Chelmsford (Massachusetts), USA
- Boulder (Colorado), USA
- Richardson (Texas), USA
- High Point (North Carolina), USA
- Apopka (Florida), USA
- München, Deutschland
- Heredia, Costa Rica